# Roberto Cherro
Roberto Cherro (23 de febrer de 1907 - 11 d'octubre de 1965) fou un futbolista argentí.

## Selecció de l'Argentina
Va formar part de l'equip argentí a la Copa del Món de 1930. La major part de la seva carrera defensà els colors de Boca Juniors.

## Palmarès
Boca Juniors
- Campionat argentí de futbol: 1926, 1930, 1931, 1934, 1935
- Copa Estimulo: 1926